# Gentlemannen från Epsom
Gentlemannen från Epsom (franska: Le gentleman d'Epsom) är en fransk-italiensk komedifilm från 1962 i regi av Gilles Grangier.

## Rollista i urval
- Jean Gabin - Richard Briand-Charmery
- Louis de Funès - Gaspard Ripeux
- Jean Lefebvre - Charly
- Paul Frankeur - Arthur
- Franck Villard - Lucien
- Madeleine Robinson - Maud
- Joëlle Bernard - Ginette
- Alexandre Rignault - Charlot
- Jacques Marin - Raoul
- Albert Michel - spelaren
- Léon Zitrone - kommentatorn